# Renforcé
Renforcé ist eine Standardwebart für Baumwollstoffe in Leinwandbindung. Das mittelfeine, glatte Gewebe wird häufig zur Herstellung von Bettwäsche und Hemden verwendet. Durch den Baumwollgehalt ermöglicht es eine hohe Feuchtigkeitsaufnahme und wirkt temperaturausgleichend. Das strapazierfähige Material und die Beschaffenheit der Oberflächenstruktur schaffen die ideale Voraussetzung zum Bedrucken des Stoffes.